# ابوالحسن شوشتری
ابوالحسن شوشتری ( عربی: ابو الحسن الششتري) (۱۲۱۲ در Exfiliana، نزدیک گوآدیکس – ۱۲۶۹ در دمیاط ) شیخ، فیلسوف، فقیه و شاعر صوفی اندلسی بود. وی در منطقه‌ای به نام شوشتر (Exfiliana امروزی) واقع در وادی آش (گوآدیکس امروزی) در جنوب اندلس (اسپانیای امروزی) به دنیا آمد.
او در میان آیندگان بیشتر به خاطر شعرهایش شناخته می‌شود، که برای خواندن در آهنگ‌هایی طراحی شده بود که از تک آهنگ‌های ساده برای ستایش خدا با اصطلاح موسیقایی روزمره استفاده می‌کردند، که شهرت گسترده‌ای فراتر از صدها شاگرد در برادری شوشتریه‌ اش به دست آورد.
بسیاری از ابیات شعر ابوالحسن شوشتری (۶۲ شعر کوتاه به نام «توشیح») در موسیقی کلاسیک اندلس که امروزه در مراکش خوانده می‌شود، شناسایی شد.